# 清浦內閣
清浦內閣（日语：／ Kiyoura Naikaku */?）是日本子爵、樞密院議長清浦奎吾就任第23任內閣總理大臣（首相）後，自1924年（大正13年）1月7日至1924年6月11日組成的內閣。

## 概要
1923年12月，皇太子、時任攝政裕仁（即後來的昭和天皇）在東京虎之門外遭到無政府主義者難波大助狙殺未遂，史稱虎之門事件:982－983。時由山本權兵衛領導的第二次山本內閣因此重大事件總辭，由元老西園寺公望推薦貴族院出身的清浦奎吾繼任組閣。在經大正天皇同意任命後，清浦於1924年1月就任為內閣總理大臣。
清浦秉持超然主義，內閣成員以貴族院議員為大宗，當時眾議院的三大政黨立憲政友會、憲政會和革新俱樂部皆被排除在外。三黨對此十分不滿，遂共同組成「護憲三派」，發動了第二次憲政擁護運動，以實現改革貴族院、建立政黨內閣為目標，反對清浦內閣；自立憲政友會中分離的政友本黨則選擇支持清浦內閣。在此情況下，清浦決定解散眾議院進行改選，更加劇了雙方的衝突。最終護憲三派在5月的第15屆日本眾議院議員總選舉中獲勝，清浦遂於6月總辭下臺，由憲政會總裁加藤高明繼任，組成護憲三派聯合內閣。清浦內閣僅僅維持了157日，是當時日本內閣史上最短命的內閣。

## 內閣成員
除部分特殊情況外，本內閣閣員皆於1924年1月7日就任。

### 國務大臣
| 職位名       | 任數 | 姓名及肖像 | 姓名及肖像 | 出身                         | 其他職務       | 備註     |
| ------------ | ---- | ---------- | ---------- | ---------------------------- | -------------- | -------- |
| 內閣總理大臣 | 23   | 清浦奎吾   |            | 樞密院（議長） 子爵          | 無             | 無       |
| 外務大臣     | 28   | 松井慶四郎 |            | （外務省→）貴族院 男爵       | 無             | 初次入閣 |
| 內務大臣     | 35   | 水野鍊太郎 |            | 貴族院 無黨籍（交友俱樂部）  | 帝都復興院總裁 | 無       |
| 大藏大臣     | 24   | 勝田主計   |            | 貴族院 無黨籍（研究會）      | 無             | 無       |
| 陸軍大臣     | 17   | 宇垣一成   |            | 陸軍中將                     | 無             | 初次入閣 |
| 海軍大臣     | 10   | 村上格一   |            | 海軍大將                     | 無             | 初次入閣 |
| 司法大臣     | 27   | 鈴木喜三郎 |            | 貴族院 無黨籍（研究會）      | 無             | 初次入閣 |
| 文部大臣     | 33   | 江木千之   |            | 貴族院 無黨籍（茶話會）      | 無             | 初次入閣 |
| 農商務大臣   | 32   | 前田利定   |            | 貴族院 無黨籍（研究會） 子爵 | 無             | 無       |
| 遞信大臣     | 28   | 藤村義明   |            | 貴族院 無黨籍（公正會） 男爵 | 無             | 初次入閣 |
| 鐵道大臣     | 4    | 小松謙次郎 |            | 貴族院 無黨籍（研究會）      | 無             | 初次入閣 |

### 其他
| 職位名         | 任數 | 姓名及肖像 | 姓名及肖像 | 出身                                  | 其他職務         | 備註              |
| -------------- | ---- | ---------- | ---------- | ------------------------------------- | ---------------- | ----------------- |
| 內閣書記官長   | 25   | 小橋一太   |            | 眾議院 （立憲政友會→無黨籍→）政友本黨 | 無               | 無                |
| 內閣法制局長官 | 21   | 松本烝治   |            | 民間                                  | 南滿洲鐵道副總裁 | 1924年1月10日卸任 |
| 內閣法制局長官 | 22   | 佐竹三吾   |            | （鐵道省→）貴族院 無黨籍（研究會）    | 無               | 1924年1月10日就任 |

## 外部連結
- 首相官邸 清浦內閣閣僚名簿 （页面存档备份，存于） （日語）